# Луны-рыбы
Лу́ны-ры́бы (лат. Molidae) — семейство лучепёрых рыб отряда иглобрюхообразных. Эти пелагические рыбы обитают в верхних слоях открытого океана в тропических и тепловодных умеренных зонах Атлантического, Индийского и Тихого океанов. Крупнейшие из костистых лучепёрых рыб. Достигают длины 3,3 м и массы более 2 тонн. Встречаются на глубине до 400 м. Странный, «обрубленный» облик этих рыб обусловлен атрофией задней части позвоночника и хвоста. Питаются прежде всего медузами, а также планктоном, водорослями, ракообразными и рыбой. Размножение путём яйцерождения. Самый крупный вид, обыкновенная луна-рыба (Mola mola), может вымётывать до 300 млн икринок.

## Описание
У этих рыб огромное, сильно сжатое с боков тело. Тазовый пояс редуцирован. Сдвинутые назад и лишённые колючих лучей спинной и анальный плавники образуют упругую хрящевую пластину, которую поддерживают их разветвленные мягкие лучи. Эта хвостовая пластина действует как весло. Во время индивидуального развития все виды семейства проходят сложный метаморфоз. Только что выклюнувшиеся личинки похожи на иглобрюхих рыб. По достижении длины 6—8 мм наступает кузовковая стадия — возникают широкие костные пластинки с большими треугольными выступами, которые сохраняются в дальнейшем только у ранцаний. На этой стадии имеется личиночный хвостовой плавник, остатки которого у взрослых особей есть лишь у представителей рода острохвостых лун-рыб.
Жабры в виде отверстия, и глаза и рот маленькие, грудные плавники округлые, брюшные плавники и хвостовой плавник отсутствуют. Рот оканчивается хорошо развитым клювом, образованным сросшимися зубами.
У представителей этого семейства наименьшее число позвонков среди рыб, у обыкновенной рыбы-луны их всего 16. Полностью отсутствуют кости хвостового плавника, а скелет в основном состоит из хрящевой ткани. Толстая и довольно грубая кожа лишена чешуи и покрыта костными выступами. Нет плавательного пузыря.
Эти рыбы плохие пловцы. Они плавают с помощью дорсального и анального плавника, грудные плавники выступают в роли стабилизатора. Для выполнения поворота они выпускают изо рта или жабр сильную струю воды. Кроме того, они способны немного маневрировать, изменяя положение анального и спинного плавников, наподобие того, как птицы используют для манёвров крылья.
Считается, что луны-рыбы способны с помощью глоточных зубов издавать скрежещущие звуки. У них сросшиеся зубы, образующие характерный для представителей отряда иглобрюхих «клюв», который не даёт им плотно закрыть рот. Несмотря на это, основу их рациона составляет мягкая пища, хотя иногда они поедают небольших рыб и ракообразных.

## Биология
Кожа лун-рыб часто бывает покрыта паразитами. Чтобы очиститься от них они приплывают в места скопления животных-чистильщиков. Там они начинают плавать, подняв голову почти вертикально к поверхности воды. Чтобы привлечь внимание морских птиц, например, чаек, которые также склёвывают паразитов, луны-рыбы выставляют из воды плавник или клюв.

## Взаимодействие с людьми
У этих рыб невкусное дряблое мясо, в пищу его не употребляют. Иногда их содержат в публичных аквариумах. Их легко кормить, так как они рефлекторно засасывают любой мелкий корм, поднесённый ко рту. Но они часто погибают, разбиваясь о стенки сосуда. Изредка лун-рыб находят на берегу.

## Классификация

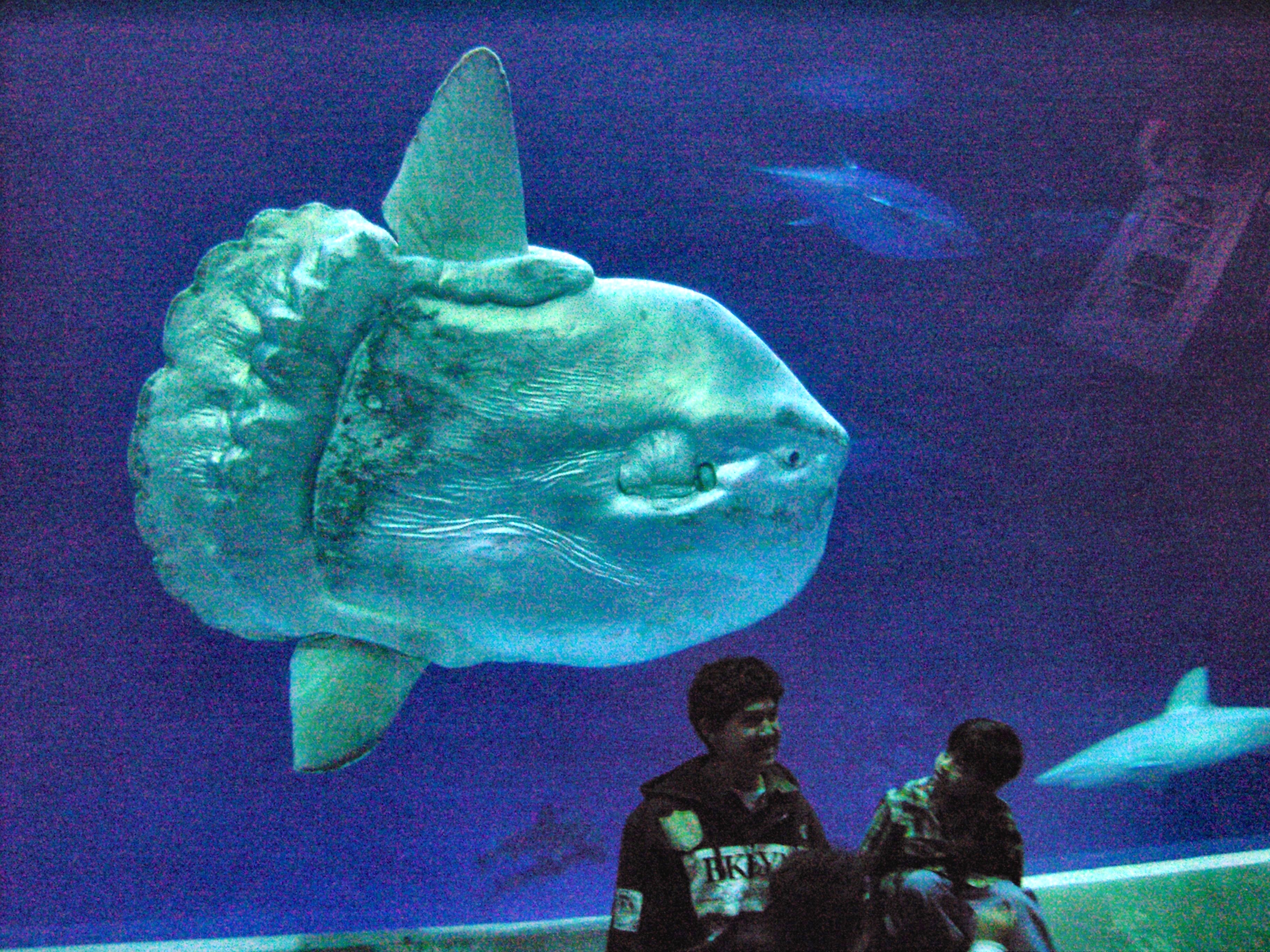
Обыкновенная луна-рыба в аквариуме Монтерей Бэй

Название семейства и одного из родов происходит от слова лат. mola — «жёрнов». В состав семейства включают 5 видов, объединяемых в 3 рода:
- Род Острохвостые луны-рыбы (Masturus)[6]
  - Обыкновенная острохвостая луна-рыба (Masturus lanceolatus)
  - Круглорылая острохвостая луна-рыба (Masturus oxyuropterus)
- Род Луны-рыбы (Mola)
  - Обыкновенная луна-рыба (Mola mola)
  - Короткая луна-рыба (Mola ramsayi)
  - Mola tecta[7].
- Род Овальные луны-рыбы (Ranzania), или ранцании
  - Овальная луна-рыба (Ranzania laevis), или ранцания